# Idukkiella elattariae
Idukkiella elattariae is een vliesvleugelig insect uit de familie van de Eulophidae. De wetenschappelijke naam werd voor het eerst geldig gepubliceerd in 2007 door T. C. Narendran.